# Lavoro di estrazione
In fisica il potenziale di estrazione o lavoro di estrazione, noto anche come funzione lavoro (calco dall'inglese work function), è l'energia minima che occorre fornire per estrarre un elettrone dalla superficie di un metallo o più in generale da un materiale. Questa quantità di energia è specifica, nel senso che si riferisce all'estrazione un singolo elettrone ed anche nel senso che dipende dal tipo di metallo o materiale: identità chimica, modificazione cristallina, tipo di superficie considerata, purezza, condizioni ambientali, etc. Quantitativamente, si aggira in genere intorno a qualche elettronvolt.
L'energia può essere fornita al metallo in diverse forme. Quando l'energia viene fornita riscaldando il metallo si parla di effetto termoionico. Quando l'energia viene trasmessa da un fotone, si parla di effetto fotoelettrico. L'emissione di elettroni da parte di superfici metalliche esposte a radiazioni elettromagnetiche fu scoperta nel XIX secolo dal fisico tedesco Heinrich Hertz ed è stata riportata in diverse pubblicazioni scientifiche fin dall'inizio del XX secolo. Come scoprì per primo Einstein, quando un fotone di energia E colpisce un elettrone all'interno di un metallo, l'energia del fotone si può trasferire direttamente all'elettrone. Se questa energia è sufficiente, esso può venire espulso dal materiale.
All'interno di un materiale gli elettroni di conduzione al massimo possiedono un'energia potenziale pari a quella del livello di Fermi EF (che varia con la temperatura); questo valore di energia di un elettrone è inferiore di alcuni elettronvolt rispetto a quello di un elettrone stazionario nel vuoto appena al di fuori della superficie del materiale stesso (il cosiddetto «livello del vuoto»). L'altezza energetica di tale barriera è il potenziale di estrazione φ, per cui l'energia complessiva di un elettrone appena all'esterno di tale superficie è E0 = EF + φ. Se l'energia fornita dalla radiazione all'elettrone è maggiore di φ, la differenza si ritroverà in energia cinetica dell'elettrone estratto (Ek), cioè si avrà E = EF + φ + Ek.
Quindi, il superamento della barriera di potenziale da parte di un elettrone all'interno del metallo M che si trovi al livello di Fermi richiede che ad esso venga aggiunta una quantità di energia pari al potenziale di estrazione di quel metallo φ(M). Volendo che vengano estratti elettroni che si trovino al di sotto dell'energia di Fermi occorre fornire un'energia proporzionalmente superiore.
Un elettrone esattamente al livello di fermi colpito da un fotone di energia {\displaystyle E=h\cdot f}, dove f è la frequenza del fotone e h la costante di Planck, verrà strappato al metallo solo se E > φ, ovvero se la frequenza della radiazione incidente supera una soglia minima:
{\displaystyle f>{\frac {\phi }{h}}}.

## Lavoro di estrazione di alcuni metalli
La tabella seguente riporta i valori dei lavori del potenziale di estrazione di alcuni metalli. Tali valori sono indicativi, in quanto variano a seconda dell'orientazione della struttura cristallina, nonché in base alla purezza del metallo.
| Elemento | φ (eV)    | Elemento | φ (eV)    | Elemento | φ (eV)    | Elemento | φ (eV)    | Elemento | φ (eV) |
| -------- | --------- | -------- | --------- | -------- | --------- | -------- | --------- | -------- | ------ |
| Ag:      | 4,26      | Al:      | 4,28      | As:      | 3,75      | Au:      | 5,1-5,47  | B:       | ~4,45  |
| Ba:      | 2,52-2,7  | Be:      | 4,98      | Bi:      | 4,34      | C:       | ~5        | Ca:      | 2,87   |
| Cd:      | 4,08      | Ce:      | 2,9       | Co:      | 5         | Cr:      | 4,5       | Cs:      | 2,14   |
| Cu:      | 4,65      | Eu:      | 2,5       | Fe:      | 4,67-4,81 | Ga:      | 4,32      | Gd:      | 2,90   |
| Hf:      | 3,9       | Hg:      | 4,475     | In:      | 4,09      | Ir:      | 5,00-5,67 | K:       | 2,30   |
| La:      | 4         | Li:      | 2,93      | Lu:      | ~3,3      | Mg:      | 3,66      | Mn:      | 4,1    |
| Mo:      | 4,36-4,95 | Na:      | 2,36      | Nb:      | 3,95-4,87 | Nd:      | 3,2       | Ni:      | 5,15   |
| Os:      | 5,93      | Pb:      | 4,25      | Pd:      | 5,22-5,6  | Pt:      | 5,12-5,93 | Rb:      | 2,261  |
| Re:      | 4,72      | Rh:      | 4,98      | Ru:      | 4,71      | Sb:      | 4,55-4,7  | Sc:      | 3,5    |
| Se:      | 5,9       | Si:      | 4,85      | Sm:      | 2,7       | Sn:      | 4,42      | Sr:      | ~2,59  |
| Ta:      | 4,00-4,80 | Tb:      | 3,00      | Te:      | 4,95      | Th:      | 3,4       | Ti:      | 4,33   |
| Tl:      | ~3,84     | U:       | 3,63-3,90 | V:       | 4,3       | W:       | 4,32-5,22 | Y:       | 3,1    |
| Yb:      | 2,60      | Zn:      | 3,63-4,9  | Zr:      | 4,05      |          |           |          |        |

Da notare che il valore di soglia del metallo è espresso in elettronvolt. Pertanto, per poter determinare la frequenza " f " e la lunghezza d'onda " λ " di soglia è necessario esprimere l'energia di soglia del fotone incidente in Joule. Considerato, quindi, che E(J) = E(eV) x (1,602 x 10-19J), che la relazione di Einstein “ E = h·f ” determina l'energia dei fotoni (dove h è la costante di Planck) e che “ f·λ = c ”, si possono determinare i valori di soglia di " f " (= E(J) / h) e poi di " λ " (= c / f).
Consideriamo, a titolo esemplificativo, il potassio (K); poiché il lavoro di estrazione equivale alla minima energia che i fotoni devono avere per dare inizio all'effetto fotoelettrico, si avrà: 
- E(J) = 2,29 x (1,602 x 10-19J) = 3,67 x 10-19J
- f = (3,67 x 10-19J) : (6,626 x 10-34Js) = 5,54 x 10141/s = 5,54 x 1014Hz
- λ = (3 x 108m/s) : (5,54 x 10141/s) = 5,41 x 10-7m = 541 x 10-9m = 541 nm

Questo valore di lunghezza d'onda corrisponde alla luce verde dello spettro elettromagnetico.